# Коронацията на Дева Мария от Нарни
„Коронацията на Дева Мария от Нарни“ (на италиански: Incoronazione della Vergine di Narni) е картина на италианския ренесансов художник Доменико Гирландайо, нарисувана през 1486 г., и изложена в музея „Ероли“ в Нарни.

## История
Олтарната картина е поръчана през 1486 г. от кардинал Берардо Ероли (1409 – 1479), за църквата на Францисканския манастир Сан Джироламо, в околностите на Нарни. Картината остава в манастира до 1871 г., след което е преместена в сградата на Палацо комунале (Градския съвет) в Нарни, а понастоящем – в Музея Ероли в Нарни.

## Описание
Сцената на Коронацията на Дева Мария е пресъздадена в два регистъра. В горната част Исус поставя короната на главата на коленичилата Дева Мария, скръстила ръце на гърдите си в знак на смирение. В центъра на сцената, под ръцете на Христос, е изобразен златен диск излъчващ светлинни лъчи. Над двете фигури, два ангела държат балдахин, върху който има надпис на латински от Песен на песните, посветен на Богородица: „VENI ELECTA MEA, ET PONA[M IN TE THRONUM MEUM]“. Централните фигури са заобиколени от ангели, с различни инструменти: тромпети, чинели, барабани, лира и лютня.
В долната част на картината са изобразени св.Франциск от Асизи, с ръце, белязани със стигмата, заобиколен от двадесет и двама светци, подредени в кръг. Сред тях отляво са изобразени св.Бонавентура с жълта роба, св.Луи Тулузки с богато украсен мантия с лилиите на Франция, св.ап.Петър и св.ап.Андрей. От дясно са св.Йероним Блажени с червена мантия, св.Антоний от Падуа и първите мъченици, св.Лаврентий и св.Стефан. Зад свети Франциск се разпознават вдясно: св.Августин Блажени и майка му св.Моника, св.Йоан Кръстител, Мария Магдалина, и св.ап.Павел, и вляво: св.Бернардино от Сиена, с. Барардо (чието лице може би изобразява портрета на възложителя кардинал Берардо Ероли), св.Елисавета Унгарска, св.Тома Аквински и св.Йоан Богослов.